# Roy Jack
Roy Emile Jack, né le 12 janvier 1914 à New Plymouth et mort le 24 décembre 1977 à Wellington, est un homme politique néo-zélandais.

## Biographie
Après une licence de Droit de l'université Victoria de Wellington, il travaille comme assistant de juge (en) avant de s'enrôler dans la Royal New Zealand Air Force au début de la Seconde Guerre mondiale. Après la guerre, il travaille au cabinet d'avocat de son père. Membre du Parti national (conservateur), il est élu conseiller municipal à Wanganui de 1946 à 1955.
Il remporte la circonscription de Patea aux élections législatives de 1954 et entre à la Chambre des représentants comme député d'arrière-ban de la majorité parlementaire du gouvernement de Sidney Holland. Continuellement réélu dans sa circonscription jusqu'à sa mort, il est élu président de la Chambre à l'issue des élections de 1966, et est fait chevalier en 1970. En 1972, il quitte cette présidence pour devenir le ministre de la justice et procureur général de l'éphémère gouvernement de Jack Marshall. Il retrouve la présidence de la Chambre après les élections législatives de 1975, et meurt dans son logement de fonction dans les locaux du Parlement à la veille de Noël en 1977, à l'âge de 63 ans.